# Altella orientalis
Altella orientalis is een spinnensoort in de taxonomische indeling van de kaardertjes (Dictynidae).
Het dier behoort tot het geslacht Altella. De wetenschappelijke naam van de soort werd voor het eerst geldig gepubliceerd in 1935 door Balogh.